# سارة خالد
سارة خالد سلمان الدوسري (من مواليد 8 أغسطس 1996) هي لاعبة كرة قدم سعودية محترفة ولاعبة كرة قدم الصالات تلعب كحارسة مرمى لفريق النصر في الدوري السعودي الممتاز للسيدات ومنتخب السعودية لكرة القدم ولكرة الصالات.

## مسيرتها الكروية
كانت سارة تلعب كرة السلة، قبل أن تتحول إلى كرة الصالات في منتصف عام 2019 حيث انضمت إلى فريق جامعة الملك فيصل لكرة الصالات. في 19 أكتوبر 2021، وقعت أول عقد احترافي لها مع نادي المملكة للسيدات بالرياض. شاركت مع الفريق في البطولة الوطنية الأولى لكرة القدم للسيدات التي نظمها الاتحاد السعودي لكرة القدم. وبرزت في نادي المملكة حامل اللقب، حيث حققت سارة لقب أفضل حارسة مرمى في البطولة. مهد هذا الإنجاز الطريق لاستدعائها للمنتخب الوطني السعودي الأول.
في سبتمبر 2022، استحوذ النصر على نادي المملكة للمنافسة في النسخة الأولى من الدوري السعودي الممتاز للسيدات. وتم تجديد عقد سارة، وكان لها دور حاسم في فوز النصر بالدوري الممتاز.
في ديسمبر 2023، اختيرت سارة كأفضل حارسة مرمى في الشهر في الدوري السعودي الممتاز للسيدات 2023–24.

## مسيرتها الدولية
كانت سارة ضمن أول منتخب سعودي معترف به من قبل الفيفا، وقادت المنتخب في أول مباراة دولية له، والتي انتهت بالفوز 2–0 على سيشيل.
في يناير 2023، اختيرت ضمن تشكيلة بطولة اتحاد جنوب آسيا الدولية الودية للسيدات 2023، بمناسبة المشاركة الأولى للسعودية. فاز المنتخب بالبطولة وحصلت سارة على لقب أفضل حارسة مرمى في البطولة وحصلت على القفاز الذهبي.

## الإحصائيات

### النادي
اعتبارا من 30 ديسمبر 2023
| النادي        | الموسم        | الدوري        | الدوري | الدوري  | الكأس  | الكأس   | قاريا  | قاريا   | أخرى   | أخرى    | المجموع | المجموع |
| النادي        | الموسم        | الدرجة        | الظهور | الأهداف | الظهور | الأهداف | الظهور | الأهداف | الظهور | الأهداف | الظهور  | الأهداف |
| ------------- | ------------- | ------------- | ------ | ------- | ------ | ------- | ------ | ------- | ------ | ------- | ------- | ------- |
| النصر         | 2022–23       | الدرجة الأولى | 14     | 0       | -      | -       | —      | —       | —      | —       | 14      | 0       |
| النصر         | 2023–24       | الدرجة الأولى | 3      | 0       | 2      | 0       | —      | —       | 5      | 0       | 10      | 0       |
| النصر         | المجموع       | المجموع       | 17     | 0       | 2      | 0       | —      | —       | 5      | 0       | 24      | 0       |
| المجموع الكلي | المجموع الكلي | المجموع الكلي | 17     | 0       | 2      | 0       | —      | —       | 5      | 0       | 24      | 0       |

### المنتخب
الإحصائيات دقيقة اعتبارا من المباراة التي لعبت في 30 سبتمبر 2023
| السنة   | السعودية (كرة القدم) | السعودية (كرة القدم) | السعودية (كرة الصالات) | السعودية (كرة الصالات) |
| السنة   | الظهور               | الأهداف              | الظهور                 | الأهداف                |
| ------- | -------------------- | -------------------- | ---------------------- | ---------------------- |
| 2019    | –                    | –                    | 5                      | 0                      |
| 2022    | 4                    | 0                    | 11                     | 0                      |
| 2023    | 9                    | 0                    | –                      | –                      |
| المجموع | 11                   | 0                    | 16                     | 0                      |

## الإنجازات
نادي المملكة
- الدوري السعودي الممتاز للسيدات: 2021–22

نادي النصر
- الدوري السعودي الممتاز للسيدات: 2022–23
- بطولة الأندية السعودية – الأردن للسيدات: المركز الثالث 2023

السعودية
- البطولة الدولية الودية للسيدات: الخبر 2023

الجوائز الفردية
- أفضل حارسة مرمى الدوري السعودي الممتاز للسيدات: 2021–2022
- القفاز الذهبي لبطولة اتحاد جنوب آسيا الودية الدولية للسيدات: الخبر 2023